# 鳥歌

鳥歌是一部英國BBC製作的2012年的影集(全部上下兩集)。根據同名小說鳥歌改編。是由英國的Working Title Films製作公司為英國的BBC電視台和美國的公視製作。在2012年1月22日和29日於英國首映，美國播出時間則在2012年4月。將由英國演員 Eddie Redmayne飾演Stephen Wraysford由法國演員Clémence Poésy飾演Isabelle Azaire。

## 製作過程
Working Title製作公司已經擁有該小說的翻拍版權很多年，但是遲遲未能翻拍。 原本是讓知名編劇Andrew Davies撰寫本劇，但是到了2007年9月，又宣布由Justin Chadwick執導鳥歌，由Abi Morgan編劇，在2008年開始拍攝。最後，本劇由Philip Martin執導。

## 主要人物
- 艾迪·瑞德曼飾演Stephen Wraysford
- 馬修·古迪飾演Captain Gray
- Clémence Poésy飾演Isabelle
- Richard Madden 飾演 Weir
- Anthony Andrews 飾演 Colonel Barclay
- Marie-Josée Croze 飾演 Jeanne Fourmentier
- Joseph Mawle 飾演 Jack Firebrace
- Thomas Turgoose 飾演 Tipper
- George MacKay 飾演 Private Douglas
- Rory Keenan 飾演 Brennan
- Daniel Cerqueira 飾演 Shaw
- 羅倫·拉菲帝 飾演 René Azaire
- Sean McKenzie 飾演 Turner
- Matthew Aubrey 飾演 Byrne
- Abraham Belaga 飾演 Lebrun